# Jakapil
Jakapil (que significa "portador do escudo" na língua Puelchean) foi um genêro basal de dinossauro do clado Thyreophora que viveu na Argentina durante o estágio Cenomaniano do Cretáceo Superior.

## Descoberta
Seus fósseis foram descobertos na Formação Candeleros, na Argentina. o Holotipo MPCA-PV-630 , é um esqueleto parcial incluindo vários osteodermos (característica dos Tireóforos) e uma mandíbula inferior completa, que foram encontrados em terras de propriedade da família Mariluan em 2012 e escavados entre 2014 e 2019/2020. As descobertas foram preparadas por L. Pazo e J. Kaluza.

## Descrição
Jakapil possuí uma aparência incomum entre os tireóforos, incluindo, entre outras coisas, a presença de um osso pre-dentário, osteodermos grandes e baixos e uma postura bípede, semelhante ao Scutellosaurus. Seus descritores estimam que ele tenha menos de 1,5 metros de comprimento e 4,5–7 quilos de peso, com base na circunferência femoral. Embora os restos do holótipo não representem um indivíduo jovem, ele provavelmente não estava totalmente crescido e pode não ter sido sexualmente maduro.

## Classificação
Uma análise filogenética colocou Jakapil como um tireóforo basal fora do clado Eurypoda. Riguetti et al . (2022) sugerem que Jakapil representa um membro de um clado tireóforo previamente desconhecido. Este clado pode ter divergido do resto dos tireóforos durante o Sinemurian .  Sua descoberta no Cretáceo Superior implica a existência de uma longa linhagem fantasma basal de tireóforos.
O estudo dele ser um tireóforo foi contestado por alguns pesquisadores, já que a única característica dos tireóforos que o gênero possuía era a armadura, ao mesmo tempo em que apresentava características não presentes em nenhum outro tireóforo. A pré-maxila de Jakapil não tinha dentes, uma característica não conhecida em nenhum tireóforo, enquanto a forma e a profundidade da dentição são mais semelhantes às dos neoceratopsianos basais. Além disso, os dentes de Jakapil têm uma morfologia distinta de qualquer outro ornitísquio. Portanto, o estudo concluiu que Jakapil provavelmente representa um marginocéfalo blindado ou um membro de uma linhagem ainda não conhecida de ornitísquios não tireóforos.
Em 2024, Fonseca e colegas colocaram o tireoforóide Jakapil dentro de Ankylosauria , especificamente como um táxon irmão de Euankylosauria e Parankylosauria, com base em análises filogenéticas ponderadas e comparação anatômica com Stegouros. Eles argumentaram que Jakapil provavelmente não é um ceratopsiano ou um marginocéfalo, uma vez que exigiu 16 etapas adicionais de execução.

## Paleobiologia
Riguetti et al. (2022) sugerem que Jakapil não usava seus dentes e mandíbulas para cortar folhas, mas provavelmente processava material vegetal resistente por meio da mastigação, como evidenciado pelo alto desgaste dos dentes.